# Sauofen
Der Sauofen ist ein 2415 m ü. A. hoher Gipfel der Schladminger Tauern in der Obersteiermark. Er liegt westlich vom Sölkpass.

## Lage und Landschaft
Der Sauofen liegt im Hauptkamm der Niederen Tauern, zwischen Katschtal bei Schöder im Süden, und Großsölktal mit Sankt Nikolai im Sölktal im Norden.
Südlich geht der Katschbach zur Mur. Nördlich fließen Bräualmbach westlich und Großsölkbach vom Sölkpass östlich in Sankt Nikolai zusammen.  
Südlich am Sauofen setzt ein Kreuzpunkt des Kammes an. Den Hauptkamm nach Westen (hier: Nordwesten) folgt der Schrein (2410 m ü. A.), und dann das Süßleiteck (2507 m ü. A.). Nach Südwesten geht der obere Etrachgraben, und über die Einsattelung der Toreben (ca. 2170 m) und das Dachleiteck (2463 m ü. A.) der Kamm des Rupprechtseck (2591 m ü. A.). Nach Süden geht der Schödergraben, nach Südwesten der Kamm des Schöderkogel (2500 m ü. A.). Im Hauptkamm nach Osten (hier: Nordosten) liegt nach der Reichlscharte der Schimpelgrat (Kote 2395 m ü. A.), und dann das Deneck (2591 m ü. A.). Der Kamm vom Schöderkogel über Sauofen und Deneck bis  über den Sölkpass hinaus umfasst den oberen Katschgraben  bogenförmig. Nordwestlich liegt am Sauofen das Hüttkar, ein Seitental des Schimpelbachs im Großsölktal.
Am Sauofen entspringen also Etrachbach, Schöderbach, Katschbach (alle zur Mur), und der Hüttkar-Bach (erst tief unterhalb in einem Quellsee, über die Sölk zur Enns). In den drei westlicheren Karen liegen nah am Gipfel etliche Karseen, tiefer unten auch der Sauofensee im Etrachgraben.
Ofen ist ein im Ostalpenraum, und hier in der Gegend besonders verbreiter Name markanter Felsformationen.

## Zustieg
Den Berg ersteigt man vom markierten Weg vom Schödergraben zum Katschgraben, von dem ein Steig von Süden auf den Gipfel führt. Auch den Hauptkamm weiter führt nur ein unmarkierter Steig entlang.